# Louisburg (Caroline du Nord)
Pour les articles homonymes, voir Louisburg.
La ville de Louisburg est le siège du comté de Franklin, situé en Caroline du Nord, aux États-Unis.

## Démographie
| 1870 | 1880 | 1890 | 1900  | 1910  | 1920  |
| ---- | ---- | ---- | ----- | ----- | ----- |
| 750  | 730  | 667  | 1 178 | 1 775 | 1 954 |

| 1930  | 1940  | 1950  | 1960  | 1970  | 1980  |
| ----- | ----- | ----- | ----- | ----- | ----- |
| 2 182 | 2 309 | 2 545 | 2 862 | 2 941 | 3 238 |

| 1990  | 2000  | 2010  | - | - | - |
| ----- | ----- | ----- | - | - | - |
| 3 037 | 3 111 | 3 359 | - | - | - |